# ليفي هيرزفيلد
ليفي هيرزفيلد (و. 1810 – 1884 م) هو حاخام، ومؤرخ، وكاتب ألماني، توفي في براونشفايغ، عن عمر يناهز 74 عاماً.

## التعليم
تعلم في جامعة هومبولت في برلين
.